# Refuge de Leschaux
Das Refuge de Leschaux ist eine Schutzhütte der Sektion Chamonix-Mont-Blanc des Club Alpin Français. Sie befindet sich in Frankreich im Département Haute-Savoie in der Region Auvergne-Rhône-Alpes auf 2431 m Höhe. Es ist der übliche Ausgangspunkt für die Nordwand der Grandes Jorasses. Der Zugang erfolgt über das Mer de Glace und den Leschaux-Gletscher ab Montenvers.

## Geschichte
Eine erste Schutzhütte wurde 1929 dank einer Schenkung von Étienne May am Fuße der Pierre-Joseph-Nadel am rechten Ufer des Leschaux-Gletschers errichtet. Sie wurde 1934 auf 30 Plätze erweitert und 1954 durch eine Lawine zerstört.
1967 wurde der aktuelle moderne Bau mit 12 Plätzen, der ursprünglich die Solvayhütte auf dem Hörnligrat des Matterhorns ersetzen sollte, in der Nähe des alten Standortes aus vorgefertigten Bauteilen installiert und von  der Sektion Paris-Chamonix des Club Alpin Français übernommen. 2003 wurde die Hütte durch einen Anbau mit Küche und 12 zusätzlichen Plätzen erweitert.

## Sonstiges
In Roger Frison-Roches Roman Retour à la montagne akzeptiert die Heldin Brigitte die schlecht bezahlte Aufsicht über die Schutzhütte Leschaux.

## Einzelnachweise

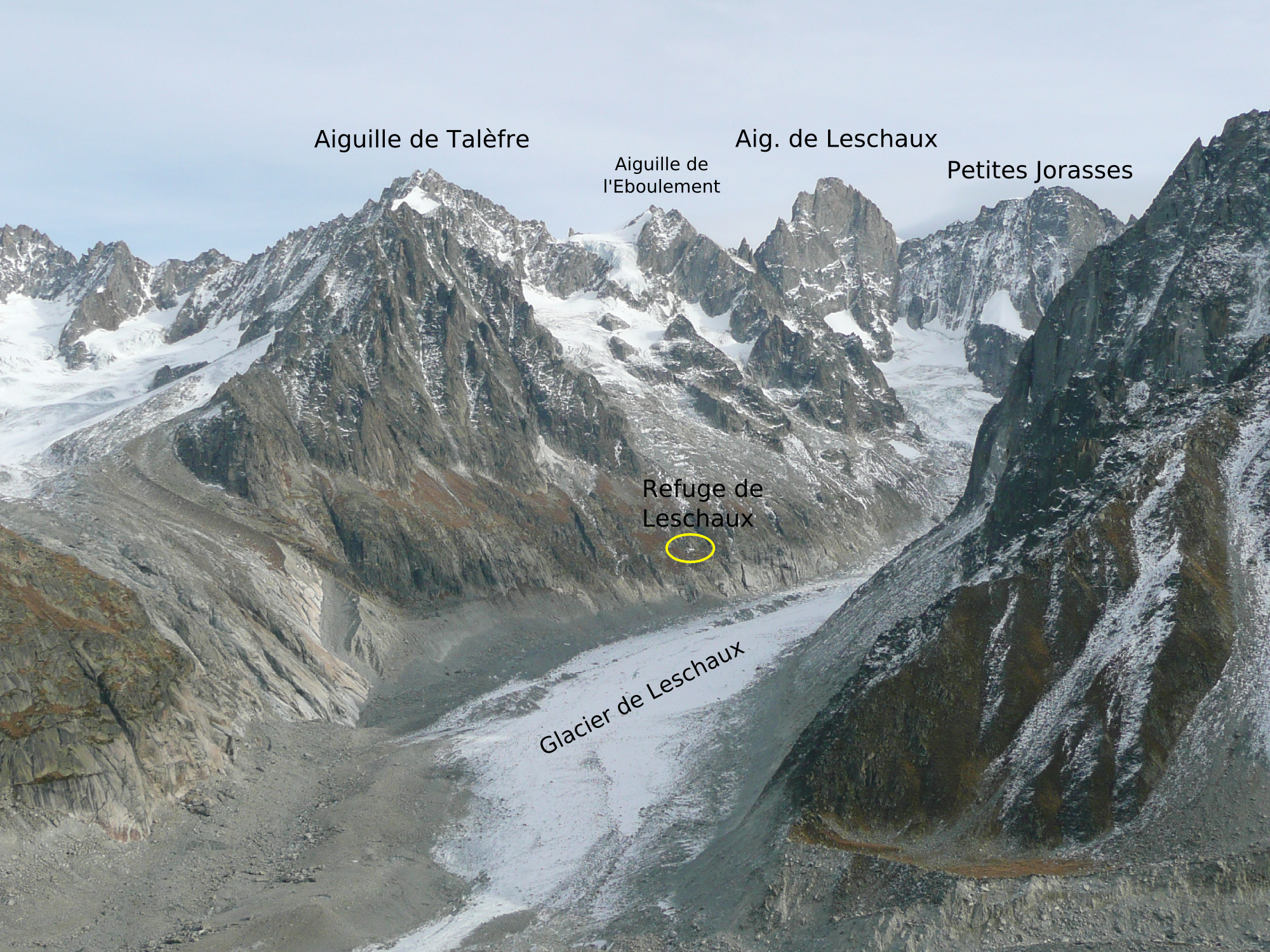
Lage des Refuge de Leschaux